# HD79957
HD79957 — хімічно пекулярна зоря спектрального класу A3, що має видиму зоряну величину в смузі V приблизно  9,4.
Вона  розташована на відстані близько 2861,0 світлових років від Сонця.